# روبن مانوکیان (نقاش)
روبن سُسی مانوکیان (ارمنی: Ռուբեն Սոսի Մանուկյան؛ زاده ۲ ژوئیهٔ ۱۹۴۰) نقاش اهل ارمنستان است.

## زندگی‌نامه
وی در ۲ ژوئیهٔ ۱۹۴۰ در ایروان به دنیا آمد و از کالج دولتی هنرهای زیبای پانوس ترلمزیان (۱۹۶۰) و انستیتو دولتی هنری و نمایشی ایروان (۱۹۶۵) فارغ‌التحصیل گشت.  وی عضو اتحادیه نقاشان ارمنستان (۱۹۷۰) می‌باشد. وی همچنین برنده جوایزی همچون نقاش شایسته جمهوری ارمنستان (۱۹۹۰) شد.